# Vera (cântăreață)
Vera Katharina Böhnisch (n. 21 iulie 1986 în Vöcklabruck, Austria Superioară), este o cântăreață austriacă. Pe la sfârșitul anului 2006 apare sub psudonimul de L'Enfant Terrible.

## Discografie

### Solo
- Anders (2003)
- Lil' & Addict (2003)
- Tonite (2004)
- Sign Your Name (2004)
- Dear Ladies (2008)
- Take Me High (2009)
- Thanks But No Thanks (2009)
- Anywhere You Wanna Go (Hot Pants Road Club & Vera; 2009)
- Those Nights (2009)

### Alben
- Get Ur Funk Done (2003)
- Welcome to My Record Bag (2004)
- Introducing L'Enfant Terrible (2008)